# Rhizagrotis
Rhizagrotis là một chi bướm đêm thuộc họ Noctuidae.

## Các loài
- Rhizagrotis albalis (Grote, 1878)
- Rhizagrotis cloanthoides (Grote, 1881)
- Rhizagrotis modesta (Barnes & McDunnough, 1911)
- Rhizagrotis stylata (J. B. Smith, 1893)